# Germán Márquez
Germán Márquez (Buenos Aires, ca. 1976) es un profesor de educación física y preparador físico argentino especializado en fútbol 5 para ciegos. Preparador físico de la selección argentina Los Murciélagos, desde 2009, donde se desempeña también como guía o llamador, que fue campeona mundial en 2015 y que ganó la medalla de bronce en los Juegos Paralímpicos de Río de Janeiro 2016.

## Carrera deportiva

### Juegos Paralímpicos

#### Río de Janeiro 2016
La selección argentina de fútbol 5 Los Murciélagos, obtuvo la medalla de bronce al vencer a China 1-0, luego de que el partido por el tercer puesto terminara empatado sin goles y se definiera con penales. El equipo estuvo integrado por Federico Accardi (B1), Ángel Deldo (B1), Maximiliano Espinillo (B1), Darío Lencina (arquero), Germán Muleck (arquero), Froilán Padilla (B1), David Peralta (B1), Lucas Rodríguez (B1), Nicolás Véliz (B1) y Silvio Velo (c, B1). El entrenador fue Martín Demonte y el llamador o guía fue Germán Márquez.
Clasificaron a los Juegos ocho países, divididos en dos grupos clasificatorios. El Grupo A estuvo integrado por Brasil, Irán, Marruecos y Turquía, y el Grupo B estuvo integrado por Argentina, China, España y México.
Los Murciélagos clasificaron primeros en su grupo luego de vencer a México 2-0 (Espinillo y Velo), a España 1-0 (Véliz) y a China en el desempate por finalizar sin goles, en el que el arquero Muleck atajó dos penales, mientras Espinillo y Véliz convirtieron los suyos.
En semifinales Los Murciélagos debieron jugar contra Irán, sorpresa del torneo, que había clasificado segundo invicto en el Grupo A, luego de empatar con el local y favorito Brasil. Argentina dominó ampliamente, registrando en el partido ocho tiros al arco contra ninguno de Irán y una posesión de pelota del 63%, pero no pudo convertir goles. En el desempate Irán convirtió dos penales, contra sólo uno de Argentina, obteniendo el pase a la final.
Por la medalla de bronce debieron jugar nuevamente Argentina y China, ambos países potencias mundiales en el fútbol para ciegos. El partido fue parejo, con un leve predominio de Argentina que pateó 5 tiros al arco, contra 3 de China y tuvo un 53% de posesión. Como había sucedido en el grupo clasificatorio, empataron sin goles y nuevamente fue preciso recurrir a los penales de desempate. La figura fue el arquero argentino Germán Mulek, que atajó los tres penales, mientras que Espinillo le dio el gol de diferencia a los Murciélagos al convertir el suyo.
| Fútbol 5 Masculino                    | Fútbol 5 Masculino | Fútbol 5 Masculino | Fútbol 5 Masculino | Fútbol 5 Masculino |
|                                       | País               |                    |                    |                    |
| ------------------------------------- | ------------------ | ------------------ | ------------------ | ------------------ |
| 1                                     | Brasil             |                    |                    |                    |
| 2                                     | Irán               |                    |                    |                    |
| 3                                     | Argentina          |                    |                    |                    |
| Fuente: Página oficial de los Juegos. |                    |                    |                    |                    |

### Campeonatos mundiales

#### Subcampeón mundial en 2014
Márquez fue el preparador físico y guía del equipo de Los Murciélagos que salió subcampeón del mundo en el Campeonato Mundial de Fútbol para Ciegos disputado en Tokio en 2014. Argentina compitió en el Grupo C, en que clasificó en primer lugar luego de empatar con Alemania sin tanto, ganarle a España 1-0 y a Corea del Sur 2-1.
En cuartos de final venció a Colombia 1-0, a España por penales (2-1) luego de empatar en el tiempo reglamentario y cayó en la final ante Brasil, con un gol en contra en tiempo suplementario.

### Juegos Mundiales para Ciegos (IBSA)

#### Medalla de oro en 2015 (Seúl)
El seleccionado argentino obtuvo la medalla de oro en la competencia de fútbol 5 en los Juegos Mundiales IBSA para Ciegos de Corea del Sur 2015. Rodríguez resultó decisivo para el triunfo argentino, debido a que convirtió el gol del empate en la final contra Gran Bretaña, cuando Los Murciélagos perdían 1-0 y sólo faltaban 37 segundos para la finalización del partido. Inmediatamente después Argentina marcaría un nuevo gol faltando 7 segundos y consagrándose campeón.
La integración del equipo fue la siguiente: los arqueros Darío Lencina (Estudiantes de La Plata) y Germán Muleck (Rosell de San Isidro); los futbolistas ciegos fueron Froilán Padilla y Federico Accardi (Godoy Cruz Uniredes de Mendoza), Ángel Deldo (ACHADEC de Resistencia), Lucas Rodríguez y Nicolás Véliz (Municipalidad de Córdoba), David Peralta (Estudiantes de La Plata), Iván Figueroa (UCASE de Santiago del Estero) y Maximiliano Espinillo (MEDEA de Córdoba). El entrenador fue Martín Demonte y el llamador o guía fue Germán Márquez.
Argentina venció 4-0 a Rusia en el primer partido, con tres goles de Véliz y uno de Acardi. Luego le ganó a España con un gol de Espinillo. En el último partido de la etapa clasificatoria derrotó a Turquía con dos golpes de Figueroa. Argentina ganó 2-1 el partido final contra Gran Bretaña, dando vuelta el encuentro con dos goles sucesivos de Rodríguez y Véliz en los últimos segundos.
| Fútbol 5 Varones | Fútbol 5 Varones | Fútbol 5 Varones | Fútbol 5 Varones | Fútbol 5 Varones |
|                  | País             |                  |                  |                  |
| ---------------- | ---------------- | ---------------- | ---------------- | ---------------- |
| 1                | Argentina        |                  |                  |                  |
| 2                | Reino Unido      |                  |                  |                  |
| 3                | España           |                  |                  |                  |
| Fuente: Clarín.  |                  |                  |                  |                  |

### Competencias continentales

#### Subcampeón de la Copa América 2009
Fue preparador físico y guía del equipo de Los Murciélagos que salió subcampeón de la Copa América organizado por la IBSA en Buenos Aires en 2009. El equipo argentino estuvo integrado por: Darío Lencina, Eduardo Díaz, Gustavo Maidana, Lucas Rodríguez y Silvio Velo. Luego ingresaron: Iván Figueroa y David Peralta. DT: Martín Demonte.
En la ronda preliminar Argentina clasificó a semifinales luego de ganar 2-0 a Paraguay, empatar 0-0 con Colombia, vencer 6-0 a Perú, ganarle 1-0 a Brasil y empatar 0-0 con Uruguay. En la semifinal Los Murciélagos vencieron a Colombia en el desempate por penales (3-1). En la final Argentina perdió con Brasil 2-0.

#### Plata en los Juegos Parapanamericanos de 2011
Los Murciélagos ganaron la medalla de plata en los Juegos Parapanamericanos de 2011 realizados en Guadalajara. El equipo tuvo la siguiente formación: Darío Lencina, Ángel Deldo, Froilán Padilla, Federico Accardi, Silvio Velo, Iván Figueroa, Luis Sacayán, David Peralta, Gustavo Maidana y Guido Consoni. DT: Martín Demonte.
El torneo fue disputado con una ronda preliminar en un solo grupo de seis equipos en la que Argentina le ganó a Brasil (1-0), a Colombia (1-0), empató con México (1-1), le ganó a Uruguay (1-0) y a Estados Unidos (12-0). Con esos resultados clasificó directamente a la final, que disputó con Brasil, perdiendo 0-1 en tiempo suplementario.

#### Subcampeón de la Copa América 2013
Los Murciélagos salieron subcampeones de la Copa América organizado por la IBSA en Santa Fe en 2013.
En la ronda preliminar Argentina clasificó a semifinales luego de ganar 2-0 a Paraguay, empatar 0-0 con Colombia, vencer 6-0 a Perú, ganarle 1-0 a Brasil y empatar 0-0 con Uruguay. En la semifinal Los Murciélagos vencieron a Colombia en el desempate por penales (3-1). En la final Argentina perdió con Brasil 2-0.

#### Plata en los Juegos Parapanamericanos de 2015
Fue guía el equipo de Los Murciélagos que volvieron a ganar la medalla de plata en los Juegos Parapanamericanos de 2015 realizados en Toronto. El equipo estuvo integrado por Darío Lencina, Ángel Deldo, Federico Accardi, Froilán Padilla, Silvio Velo (c), Lucas Rodríguez, David Peralta, Nicolás Véliz, Germán Muleck y Maximiliano Espinillo. El entrenador fue Martín Demonte y el llamador o guía fue Germán Márquez.
El torneo fue disputado con una ronda preliminar en un solo grupo de seis equipos, donde Argentina empató con Brasil 0-0, venció a Colombia 3-0, venció a México 4-0, venció a Uruguay 4-0 y venció a Chile 6-0. Con esos resultados clasificó directamente a la final en la que perdió con Brasil 1-2.